# Озерки (приток Курлака)
Озе́рки — река в Аннинском районе Воронежской области России, правый приток Курлака, бассейн Дона. Длина реки — 13 км.

## География
Впадает в Курлак у села Хлебородное. Расстояние до устья 30 км. У реки 6 притоков длиной менее 10 км и общей длиной 18 км. Площадь бассейна 66 км².

## Данные водного реестра
По данным государственного водного реестра России относится к Донскому бассейновому округу, водохозяйственный участок реки — Битюг, речной подбассейн реки — бассейны притоков Дона до впадения Хопра. Речной бассейн реки — Дон (российская часть бассейна).